# François-Dominique d'Hoop
Le chevalier (1789) François-Dominique d'Hoop, né en 1737 dans une famille de la bonne bourgeoisie gantoise et décédé en 1808, fut successivement avocat au Conseil de Flandre, homme de fief de la Chambre Légale de Flandre à Gand, conseiller-pensionnaire du pays d'Alost, conseiller-pensionnaire et actuaire des États de Flandre, Conseiller au Grand-Conseil de Malines.
Il avait obtenu une licence en droit à l'Université de Louvain en 1761.
François-Dominique d'Hoop avait épousé en 1765 Marie-Louise Danneels, née à Gand en 1741 et y décédée en 1817. Ils eurent huit enfants dont trois firent souche.

## Le cadre politique général
Contemporain de Joseph II (1741-1790) qui accède au trône en 1765, François-Dominique d'Hoop sera confronté aux troubles qui éclatèrent lors du règne de cet empereur réformiste.
L'empereur Joseph II et son entourage éclairé désireux de moderniser son empire et d'en réformer et d'en démocratiser les structures archaïques afin aussi de prévenir les révolutions qui s'annonçaient, avait entrepris un vaste programme de réformes qui s'attaquaient aux divers privilèges, et qui furent également mises en œuvre dans les Pays-Bas où il commença dès 1787 des changements administratifs importants.  C'est ainsi qu'il entreprit de réformer le système des États provinciaux des anciens Pays-Bas autrichiens. Par un premier édit, il supprima les États provinciaux existants et les remplaça par neuf cercles (qui deviendront plus tard les neuf départements puis les neuf provinces). Par un deuxième édit, il priva les États provinciaux de leurs anciennes compétences judiciaires et instaura un pouvoir judiciaire séparé et indépendant selon le principe de la séparation des pouvoirs.
Dès l'introduction des premières mesures, le conseil de Flandre attaché aux privilèges anciens et opposé à toute réforme démocratique adresse à Joseph II de longues remontrances : "La réunion de plusieurs couronnes sur une même tête ne permet pas de confondre les droits des habitants de ces différents pays... Votre Majesté a pris des engagements particuliers avec ses sujets de Flandre... Ils sont consacrés par le serment solennel qu'Elle a prêté lors de Sa Joyeuse Entrée... ".
La révolution brabançonne tournée vers le passé après avoir exclu les Vonckistes, empêcha les réformes  de l'empereur qui ne furent mises en pratique que plus tard par la force de la révolution française.

## L'action de François-Dominique d'Hoop
En sa qualité de conseiller-pensionnaire et d'actuaire des États de Flandre, François-Dominique d'Hoop signait sous sa seule responsabilité les nombreuses protestations et réclamations adressées par ces États, soit à l’Empereur, soit aux gouverneurs généraux. François-Dominique d'Hoop, au nom des États, les rédigeait lui-même, comme le prouvent les minutes écrites de sa main et conservées dans les archives. Ces documents exposaient au souverain, avec une grande fermeté et dans un style énergique, les griefs des Flamands et l’agitation croissante du pays.
Mais quels que fussent les justes sujets de plainte de ses concitoyens, François-Dominique d'Hoop, fidèle à son serment, ne voulut jamais sortir des voies légales et refusa de suivre ses compatriotes sur le terrain de l'insurrection.
Le 13 novembre 1789, neuf cents hommes de la révolution brabançonne parurent devant les portes de Gand, en deux colonnes. Ils pénétrèrent dans la ville en forçant les postes militaires des portes du Sas et de Bruges, et poussèrent les soldats autrichiens de poste en poste, de manière que le soir ceux-ci n'occupaient plus que les casernes et la citadelle. Les révolutionnaires proclament la déchéance de Joseph II comme comte de Flandre le 4 janvier 1790 et déclarant la Nation libre et indépendante. Les États Généraux se réunirent à Bruxelles trois jours plus tard et adoptèrent l’acte d'union des provinces sous la forme d'une confédération et sous la dénomination d'États belgiques unis.
Le 13 novembre 1789 dans cette soirée une émeute populaire se rua sur l'hôtel situé au coin de la rue de Bruges et de la rue du Bélier, habité par François-Dominique d'Hoop. Sa maison fut pillée, son mobilier, sa bibliothèque, ses archives de famille, tout fut détruit, dispersé, livré aux flammes
Un document reposant aux archives de l’État, à Gand, constate qu'à la date de ce fait, François-Dominique d'Hoop habitait l’hôtel précité avec sa femme, cinq enfants et quatre domestiques, et que les dépens à payer du chef de ce pillage par la commune à M. d'Hoop s'élevèrent à 25500 florins courant de Brabant.
Fin 1790, les troupes autrichiennes revinrent en force reconquérir les provinces belges mettant fin aux très éphémères États belgiques unis. Les privilèges des États étant reconnus comme il l’avait toujours souhaité, François-Dominique d'Hoop revint d'exil et réintégra ses anciennes fonctions.
Le 6 juillet 1791, en présence des plus hautes autorités du pays, c'est François-Dominique d'Hoop qui, en sa qualité de conseiller pensionnaire et actuaire des États de Flandre, accueillit à Gand le nouvel empereur lors de l'inauguration solennelle de sa Sacrée Majesté Léopold II comme comte de Flandres.

## L'anoblissement
Le 5 mars 1789, avant que n'éclate l'insurrection, Joseph II anoblit François-Dominique, et ce "pour les bons et utiles services rendus depuis de nombreuses années dans les emplois qu'il a desservis avec un zèle constant et un attachement respectueux pour le bien de notre royal service" lui permettant "de décorer ses armoiries, par grâce spéciale, d'une couronne d'or".